# 住田町地域情報通信基盤施設
住田町地域情報通信基盤施設（すみたちょうちいきじょうほうつうしんきばんしせつ）は、岩手県気仙郡住田町が運営する公営ケーブルテレビ事業施設である。
住田町内全域に光ファイバーケーブルによるネットワークを整備し、デジタルテレビ放送、電話、高速インターネット通信、防災告知サービスなどのインフラストラクチャーを加入者宅に提供している。同ネットワークを用いて町独自の自主放送もおこなっており、ケーブルテレビチャンネルとしての愛称は住田テレビである。

## 概略

### 概要
山地と沢沿いの集落が目立つ中山間地域である住田町はテレビ電波の難視聴地域であり、アナログ放送時代においても住民の実に98パーセントが共同受信施設組合（共聴組合）に加入することで初めてテレビ視聴が可能となっていた。2011年（平成23年）7月に予定された地上テレビのデジタル放送への完全移行においても町民の半数以上がデジタル化困難共聴世帯（共聴設備の地上デジタルテレビ放送受信への対応が困難な世帯）に該当することから、その解決策として総務省の地域情報通信基盤整備推進交付金事業（ICT交付金事業）、過疎対策事業債その他を利用して計画・設置された。
町が町内全域に光ファイバーケーブル2回線を敷設してネットワークを構築し、1回線をデジタルテレビ放送の配信回線とし、もう1回線を電話回線・光ブロードバンドインターネット回線・防災告知放送サービス用（防災告知受信機用）回線とすることで、地上デジタルテレビ放送を視聴可能とし、また同時にインターネット高速通信回線を確保することで他地域また町内における情報格差（デジタル・デバイド）の解消を図る施設である。また、光ファイバー網を携帯電話回線事業者に開放することにより、町内の携帯電話不感地域の縮小にも資している。総事業費は約10億円。
デジタルテレビ放送の信号は遠野市のケーブルテレビ事業者である遠野テレビから供給を受けている。また、住田テレビによる自主放送番組の制作は遠野テレビへ業務委託し、町民ボランティアや町職員が参加する方式をとっている。光インターネット回線とひかり電話についてはNTT東日本からサービスを受けており、公設民営方式（IRU方式）で運営されている。
住田町地域情報通信基盤施設によってテレビを視聴するためには、住田町に申請し、同基盤施設への加入が必要である。アンテナは不要で、デジタルテレビもしくは地上デジタルチューナーが必要である。同基盤施設の設置や管理・運営、放送は、「住田町地域情報通信基盤施設の設置及び管理に関する条例」に基づいておこなわれている。

### 歴史・沿革
2007年（平成19年）7月25日に、住田町は北隣する遠野市と地デジ対応連携のため有線テレビジョン放送施設を共用する利用協定を結んだ。遠野市が出資する第三セクターである株式会社遠野テレビから光ファイバーケーブルを住田町内にひき、デジタルテレビ放送番組（信号）の供給を受けるためである。
2007年（平成19年）11月5日に、総務省よりケーブルテレビ放送施設の設置許可を受けた。
2008年（平成20年）4月6日、FTTH方式の町営ケーブルテレビ局として開局し、加入者宅へのテレビ放送を開始した。また自主放送チャンネルの愛称を「住田テレビ」として町独自の番組の放送もスタートした。なお、放送法に基づく住田町の放送番組審議会は同年3月17日に発足した。

## 主な放送チャンネル
- 2008年（平成20年）4月にケーブルテレビとして放送を開始した時点では、岩手県の地上デジタル放送6チャンネル、BSデジタル放送10チャンネル、地上アナログ放送7チャンネル（住田テレビを含む）、BSアナログ放送3チャンネルを視聴できた[12]。

## 住田テレビ
- 「住田テレビ」は住田町の自主放送チャンネルの名称である[12][22]。
- 年末年始には特別プログラムが組まれることがある[23]。
- 企業CMも住田テレビで放送されている[24]。
- 住田テレビのスタジオは2011年に新装された[25][26]。

## その他
- 放送機器や光ファイバーケーブルの更新や移設工事にともなってテレビ放送の停波やひかり電話、防災告知放送、インターネット接続、一部地域で携帯電話の停止が発生することがある[27]。